# Гуарек (кантон)
Гуаре́к (фр. Gouarec) — упраздненный кантон во Франции, в регионе Бретань, департамент Кот-д’Армор. Входил в состав округа Генган.
Код INSEE кантона — 2215. Всего в кантон Гуарек входило 8 коммун, из них главной коммуной являлась Гуарек.

## Коммуны кантона
| Коммуна      | Население, чел. (1999) | Почтовый индекс | Код INSEE |
| ------------ | ---------------------- | --------------- | --------- |
| Гуарек       | 952                    | 22570           | 22064     |
| Ланиска      | 830                    | 22570           | 22107     |
| Лекуэ-Гуарек | 189                    | 22570           | 22124     |
| Мельоннек    | 440                    | 22110           | 22146     |
| Перре        | 190                    | 22570           | 22167     |
| Плелоф       | 689                    | 22570           | 22181     |
| Сен-Жельван  | 295                    | 22570           | 22290     |
| Сент-Ижо     | 151                    | 22570           | 22334     |

## Население
Население кантона на 2006 год составляло 3 783 человека.
| 1962 | 1968 | 1975 | 1982 | 1990 | 1999  | 2006  | 2007 |
| ---- | ---- | ---- | ---- | ---- | ----- | ----- | ---- |
| -    | -    | -    | -    | -    | 3 736 | 3 783 | -    |